# Kajsa Murmark
Kajsa Ulla-Britt Murmark, född 21 maj 1943, är en svensk idrottsledare och  hopprepare, verksam i Kämpinge GF i sydvästra Skåne, som hon var med och grundade 1973. Hon fick TV-sportens Sportspegelpris på Svenska Idrottsgalan 2004.